# Calochortus leichtlinii
Calochortus leichtlinii är en liljeväxtart som beskrevs av Joseph Dalton Hooker. Calochortus leichtlinii ingår i släktet Calochortus och familjen liljeväxter. Inga underarter finns listade.

## Bildgalleri

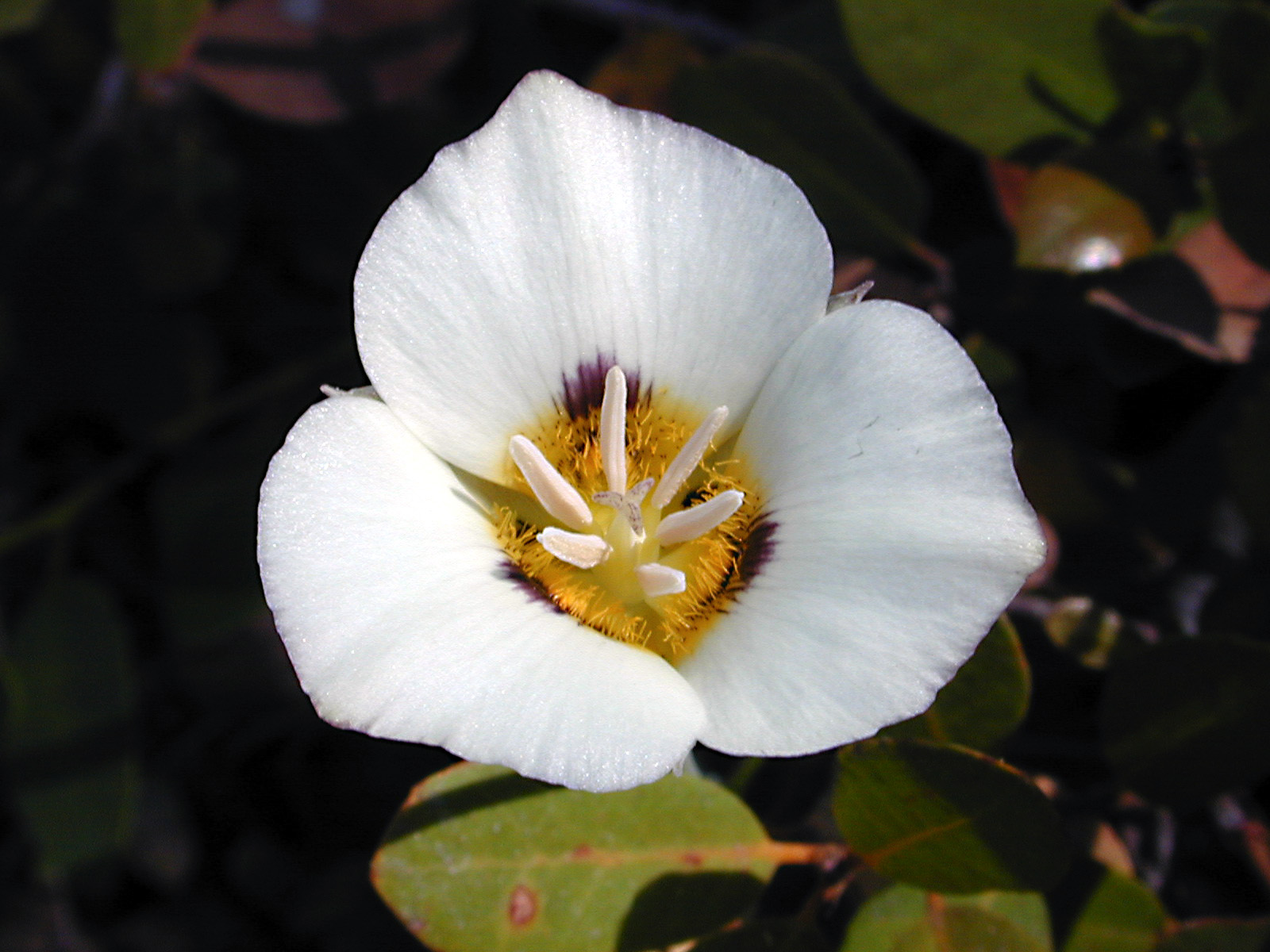